# Pseudoanthidium scapulare
Pseudoanthidium scapulare is een vliesvleugelig insect uit de familie Megachilidae. De wetenschappelijke naam van de soort is voor het eerst geldig gepubliceerd in 1809 door Latreille.